# Macrothemis mortoni
Macrothemis mortoni är en trollsländeart som beskrevs av Friedrich Ris 1913. Macrothemis mortoni ingår i släktet Macrothemis och familjen segeltrollsländor. Inga underarter finns listade i Catalogue of Life.